# Independence County
Independence County is een county in de Amerikaanse staat Arkansas.
De county heeft een landoppervlakte van 1.978 km² en telt 34.233 inwoners (volkstelling 2000). De hoofdplaats is Batesville.